# Château de Deulin
Le château de Deulin est un château situé à Hotton, en Belgique dans la province de Luxembourg. L’extérieur et l’intérieur du château sont classés Patrimoine exceptionnel de Wallonie.

## Histoire
Le château est construit à partir de 1758 sur ordre de la famille de Harlez, qui l’occupe toujours aujourd’hui. 
Les plans sont dessinés par l’architecte Etienne Fayen (1720-1773). Les édificateurs sont Guillaume-Joseph de Harlez (1691-1763), brasseur à Liège, et son fils Simon-Joseph de Harlez, abbé de l’abbaye du Val-Saint-Lambert, chanoine de la cathédrale Notre-Dame-et-Saint-Lambert de Liège et conseiller personnel du prince-évêque de Liège, Charles-Nicolas d'Oultremont. Douze maisons ont dû être détruites pour la construction du château.
Le château était le siège de la seigneurie de Fronville durant l’Ancien Régime.

## Description

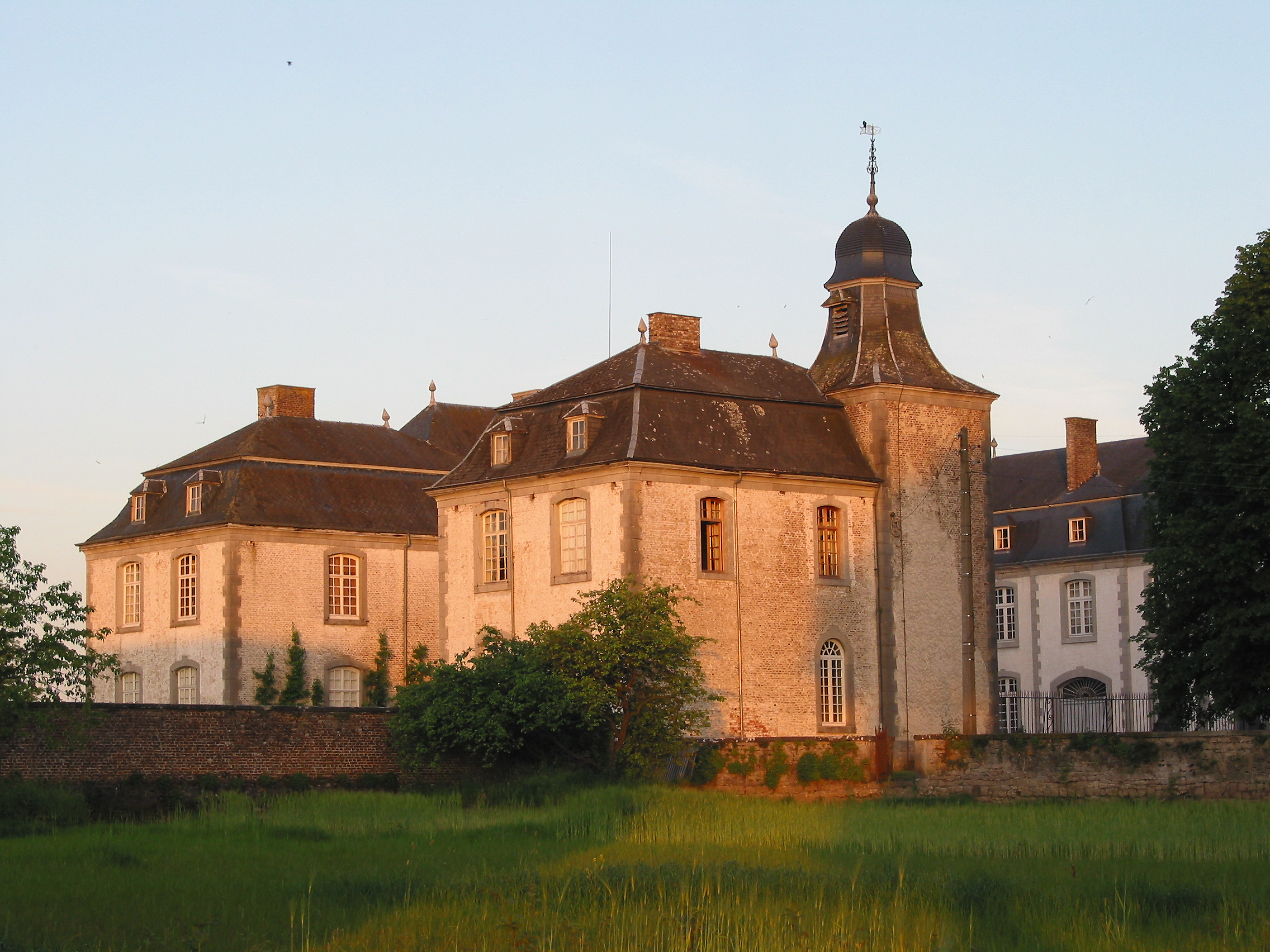
L’arrière du château

Le château de Deulin est juché sur une colline qui donne sur la vallée et le village de Deulin en contrebas. Il est construit selon une architecture classique et traditionnelle pour le XVIIIe siècle (briques chaulées, pierre bleue, toitures d’ardoises), en forme de U, avec un corps de logis indépendant et deux pavillons entourant la cour d'honneur. L’intérieur richement décoré est l’œuvre de François-Joseph Dukers ; les toiles de la salle principale sont peintes par Jean-Dieudonné Deneux. La chapelle seigneuriale est dédiée à saint Remacle et est décorée de stucs et d’un maître-autel baroques. Au nord, le jardin emmuré du XVIIIe siècle a été replanté à la française au début du XXe siècle.